# Patrik Centerwall

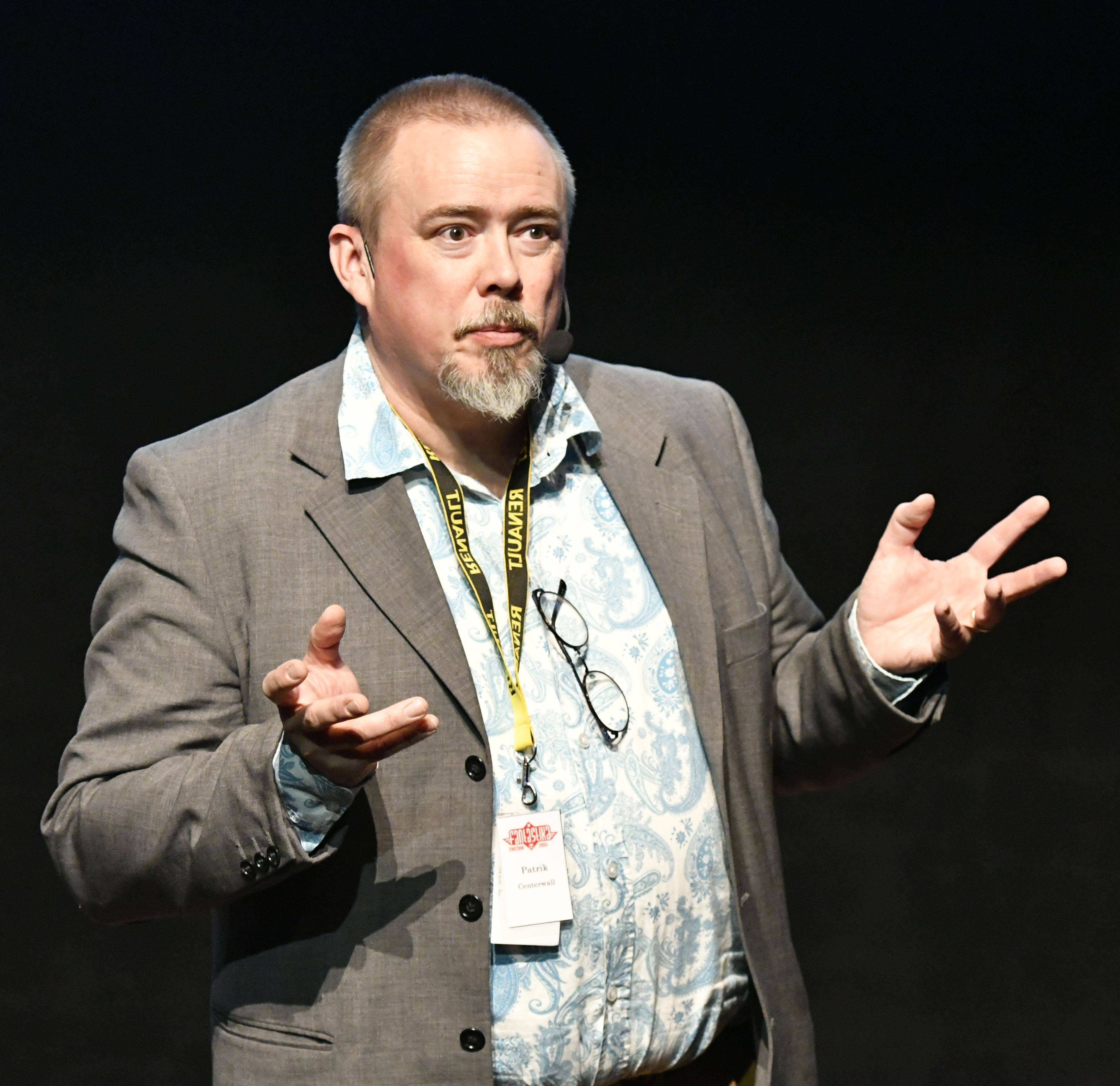
Patrik Centerwall på Swecon i Stockholm 2024.

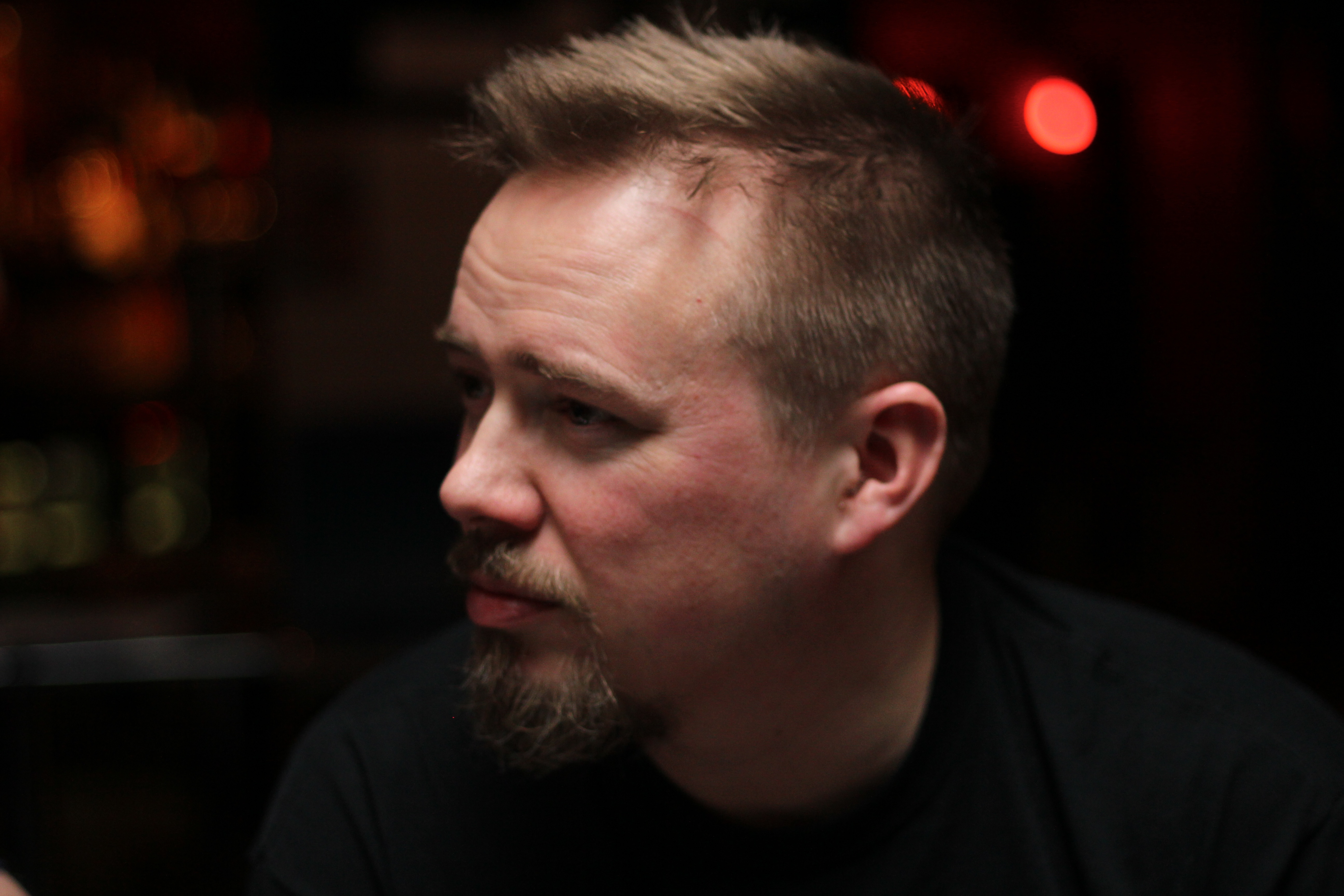
Patrik Centerwall på Norcon i Oslo 2012.

Patrik Centerwall, född 30 augusti 1972, är en svensk fantasyförfattare. Han har skrivit novellsamlingarna Skymningssång och Minnen av en sång och ungdomsboken Klockan och spegeln, utgivna på Undrentide förlag. Han arbetar som kommunikatör.